# 久保田治
久保田 治（くぼた おさむ、1934年12月19日 - ）は、愛知県新城市出身の元プロ野球選手（投手）、プロ野球審判員。

## 経歴
父親が帝室林野局勤務のため、各地に移り住む。豊川高等学校に入学後、父の転勤で島根県立浜田高等学校へ移る。その後、本人の希望で再度豊川高校に戻る。豊川高校の同級生には中日ドラゴンズで投手として活躍した伊奈努、同じく中日に入団する外野手の足木敏郎がいた。1952年夏の甲子園県予選で準決勝に進むが時習館高に敗退、甲子園には出場できなかった。卒業後は法政大学野球部へ進むがすぐに毎日オリオンズ入りの噂が立って居づらくなり、駒澤大学へ入る。黒柳勝至（東京電電）とともに投手陣を支えるが、東都大学野球リーグでは優勝に届かず、1954年春季リーグの3位が最高成績だった。リーグ通算10勝13敗を記録。
1955年、大学を中退して東映フライヤーズに投手として入団。当時東都大学リーグも使用していた駒沢野球場が東映の本拠地で久保田をマークしており、成績不振のため戦力を求めての獲得だった。1年目から先発として起用され、同年は3勝を挙げるがその後は伸び悩む。しかし1960年にショートリリーフが中心ながら9勝、同僚だった張本勲によるとちょっと横から投げてクセ球を投げる投手だった。1961年に監督に就任した水原茂が土橋正幸に次ぐ先発として起用し25勝、防御率2.16（いずれもリーグ3位）を記録した。翌1962年にも16勝を挙げ、防御率2.12と最優秀防御率に輝く。東映のパシフィック・リーグ初優勝に貢献し、同年の阪神タイガースとの日本シリーズでも3試合に先発。最終第7戦では９回を無得点に抑え土橋につなぐ。シリーズで勝利投手にはなれなかったが、日本一に大きく力を添えた。翌1963年にも15勝を記録するが、その後は登板機会が減少。1966年に読売ジャイアンツに移籍するも、1勝を挙げたのみで引退した。サイドスローからのスライダー、カーブ、シュートが武器。
引退後セントラル・リーグ審判部に入局。審判員になった年齢は遅いが、ファームでは1968年に優秀審判賞を受賞、早い時期から巨人戦の球審も任され、1974年に日本シリーズ初出場を果たし、1978年のヤクルトスワローズがリーグ初優勝決定試合での球審など順調にキャリアを積み重ね、2852試合に出場、日本シリーズ・オールスターゲームはともに7回出場した。また、1991年には審判部主任に就任し、1993年から1995年までは審判部副部長を務めた。その間に1995年の日本シリーズを最後に引退、審判指導員として後任の指導に当たっていたが2001年に退職した。現在はプロ野球マスターズリーグで審判を務めている。
審判員袖番号は12（1988年初採用から2001年引退まで。専任指導員に転じた1996年以降もつけていた。その後2007年新採用の坂井遼太郎が引き継いだ。その後、坂井が審判を引退してからは青木昴が2021年から12番を引き継いだ。）。1992年には湯舟敏郎がノーヒットノーランを達成した試合や、八木裕が放った「幻のホームラン」で公式戦では最長の6時間26分となった試合の球審を務めている。また、公式戦ではないが、1975年の川上哲治引退試合（巨人の監督勇退時）に球審を務めていた。
プロ野球選手として一流の成績を残した後に審判に転進した、最後の人物といえるだろう（タイトルホルダーの現役審判としては、1990年にゴールデングラブ賞受賞経験のある柳田浩一がいる）。平光清・三浦真一郎とともに早くからインサイドプロテクターを採用していた。やや打者の内角寄りに身体を傾けて構え、ストライクのコールはその状態から右腕を真上に上げていた。また、打者が見逃し三振をした時のポーズも特徴的であった（真上に手を挙げた後、打者と反対側の方を向いてストライクアウトのポーズを取る）。性格は温厚で、多芸多才、動物好きである。

## 詳細情報

### 年度別投手成績
| 年 度      | 球 団      | 登 板 | 先 発 | 完 投 | 完 封 | 無 四 球 | 勝 利 | 敗 戦 | セ 丨 ブ | ホ 丨 ル ド | 勝 率 | 打 者 | 投 球 回 | 被 安 打 | 被 本 塁 打 | 与 四 球 | 敬 遠 | 与 死 球 | 奪 三 振 | 暴 投 | ボ 丨 ク | 失 点 | 自 責 点 | 防 御 率 | W H I P |
| ---------- | ---------- | ----- | ----- | ----- | ----- | -------- | ----- | ----- | -------- | ----------- | ----- | ----- | -------- | -------- | ----------- | -------- | ----- | -------- | -------- | ----- | -------- | ----- | -------- | -------- | ------- |
| 1955       | 東映       | 16    | 12    | 0     | 0     | 0        | 3     | 4     | --       | --          | .429  | 285   | 68.0     | 62       | 3           | 23       | 1     | 0        | 26       | 2     | 0        | 32    | 30       | 3.97     | 1.25    |
| 1956       | 東映       | 11    | 5     | 0     | 0     | 0        | 1     | 1     | --       | --          | .500  | 124   | 27.1     | 35       | 3           | 14       | 0     | 0        | 5        | 1     | 0        | 21    | 20       | 6.43     | 1.79    |
| 1957       | 東映       | 16    | 3     | 0     | 0     | 0        | 1     | 0     | --       | --          | 1.000 | 135   | 31.0     | 25       | 1           | 22       | 0     | 1        | 7        | 0     | 0        | 14    | 12       | 3.48     | 1.52    |
| 1958       | 東映       | 14    | 5     | 0     | 0     | 0        | 0     | 2     | --       | --          | .000  | 178   | 41.1     | 45       | 5           | 13       | 0     | 0        | 21       | 1     | 0        | 18    | 17       | 3.64     | 1.40    |
| 1959       | 東映       | 24    | 3     | 1     | 1     | 1        | 3     | 3     | --       | --          | .500  | 275   | 68.0     | 64       | 5           | 14       | 0     | 0        | 29       | 1     | 0        | 26    | 25       | 3.31     | 1.15    |
| 1960       | 東映       | 48    | 16    | 4     | 2     | 0        | 9     | 10    | --       | --          | .474  | 670   | 169.1    | 148      | 13          | 26       | 4     | 5        | 76       | 1     | 0        | 59    | 47       | 2.49     | 1.03    |
| 1961       | 東映       | 55    | 34    | 18    | 5     | 5        | 25    | 11    | --       | --          | .694  | 1230  | 313.0    | 257      | 12          | 47       | 6     | 0        | 137      | 2     | 0        | 96    | 75       | 2.16     | 0.97    |
| 1962       | 東映       | 43    | 25    | 5     | 4     | 3        | 16    | 7     | --       | --          | .696  | 739   | 190.2    | 164      | 10          | 25       | 1     | 2        | 54       | 1     | 0        | 65    | 45       | 2.12     | 0.99    |
| 1963       | 東映       | 36    | 27    | 7     | 2     | 2        | 15    | 10    | --       | --          | .600  | 840   | 206.2    | 218      | 20          | 26       | 2     | 1        | 61       | 0     | 0        | 67    | 62       | 2.70     | 1.18    |
| 1964       | 東映       | 24    | 9     | 1     | 0     | 0        | 3     | 4     | --       | --          | .429  | 342   | 82.2     | 82       | 6           | 16       | 1     | 1        | 17       | 2     | 0        | 38    | 34       | 3.69     | 1.19    |
| 1965       | 東映       | 15    | 4     | 1     | 0     | 0        | 3     | 5     | --       | --          | .375  | 191   | 44.1     | 50       | 5           | 9        | 0     | 1        | 16       | 1     | 0        | 29    | 20       | 4.09     | 1.33    |
| 1966       | 巨人       | 5     | 5     | 1     | 0     | 0        | 1     | 1     | --       | --          | .500  | 96    | 22.0     | 21       | 4           | 9        | 3     | 2        | 4        | 0     | 0        | 12    | 11       | 4.50     | 1.36    |
| 通算：12年 | 通算：12年 | 307   | 148   | 38    | 14    | 11       | 80    | 58    | --       | --          | .580  | 5105  | 1264.1   | 1171     | 87          | 244      | 18    | 13       | 453      | 12    | 0        | 477   | 398      | 2.83     | 1.12    |

- 各年度の太字はリーグ最高

### タイトル
- 最優秀防御率：1回 （1962年）

### 記録
- オールスターゲーム出場：2回 （1961年、1963年）

### 背番号
- 62 （1955年）
- 26 （1956年 - 1965年）
- 19 （1966年）

## 審判出場記録
- 初出場：1968年4月25日、サンケイ対大洋対2回戦（神宮）、右翼外審
- 出場試合数：2852試合
- オールスター出場：7回
- 日本シリーズ出場：7回

（記録は1995年シーズン終了時点）